# Hernals
Hernals ( [hɛʁˈnals] ?) er den 17. af Wiens 23 bydele (bezirke).